# 270558 Nemiroff
270558 Nemiroff è un asteroide della fascia principale. Scoperto nel 2002, presenta un'orbita caratterizzata da un semiasse maggiore pari a 2,7868681 au e da un'eccentricità di 0,1181435, inclinata di 11,98961° rispetto all'eclittica.